# Teratopomyia
Teratopomyia is een vliegengeslacht uit de familie van de roofvliegen (Asilidae).

## Soorten
- T. cyanea (Fabricius, 1781)